# Joseph Durant de Mareuil

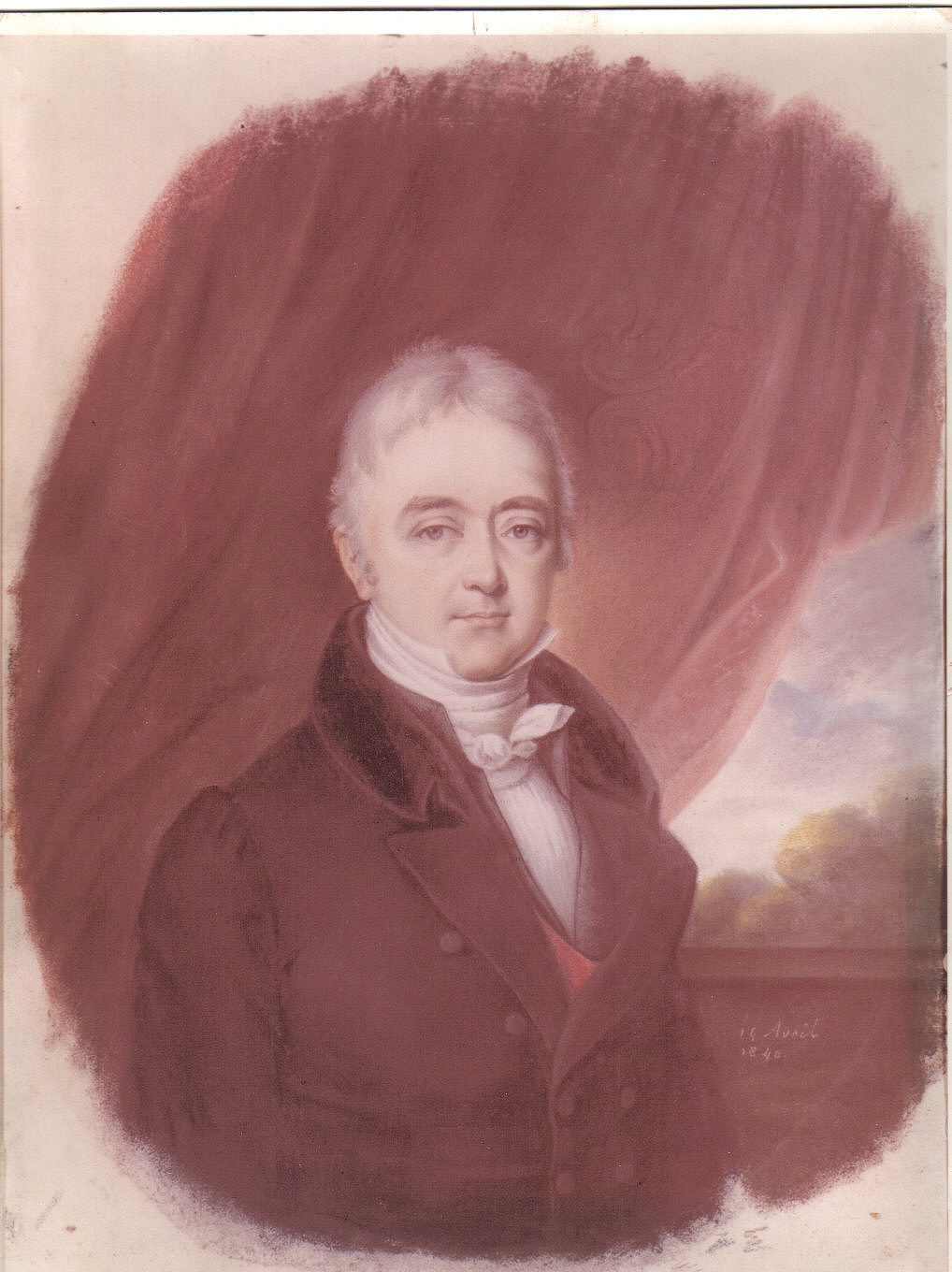
Joseph Durant de Mareuil

Baron Joseph Alexandre Jacques Durant de Mareuil (* 6. November 1769 in Paris; † 13. Januar 1855 in Ay, Département Marne) war ein französischer Diplomat.

## Leben
Durant war Sohn des Marinelieferanten André Anne Durant (1729–1796) und dessen Ehefrau Marie Julie Challaye (≈1741–1816). Wie sein jüngerer Bruder Esprit André beschritt er eine Karriere in der französischen Diplomatie. Er war zunächst Sekretär der französischen Gesandtschaft in Stuttgart, Herzogtum Württemberg, als er 1793 in die Armee du Rhin eintrat. Nachdem er an den Schlachten von Weißenburg und Geisberg teilgenommen hatte, kehrte er 1794 in den diplomatischen Dienst zurück und ging als erster Gesandtschaftssekretär nach Kopenhagen. 1796 wurde er Leiter von Abteilungen im Pariser Außenministerium. In diesen Funktionen war er bis 1805 tätig, ehe er als französischer Gesandter nach Dresden (Königreich Sachsen), dann nach Stuttgart (Königreich Württemberg) und von dort nach Neapel (Königreich Neapel) geschickt wurde. Während Joachim Murat im Sommer 1815 versuchte, die Herrschaft im Königreich Neapel wiederzuerlangen, war er nach Frankreich zurückgekehrt, wo er in der Zeit der Herrschaft der Hundert Tage von Mai bis Juli 1815 der Chambre des Représentants als gewähltes Mitglied angehörte.
Während der zweiten Restauration wurde er Staatsrat und 1820 zum außerordentlichen Gesandten und bevollmächtigten Minister im Königreich der Vereinigten Niederlande ernannt. 1824 erhielt er eine Mission als französischer Botschafter in den Vereinigten Staaten, wo er bis 1827 seinen Dienst versah. Er war danach Gesandter in Portugal und sollte im Kaiserreich Brasilien bei Peter I. akkreditiert werden, als sich 1830 die Belgische Revolution ereignete. Daraufhin wurde er in die Niederlande und dann nach London geschickt, wo er in Abwesenheit von Charles-Maurice de Talleyrand-Périgord die Botschaft leitete und die letzten Protokolle zur Gründung des Königreichs Belgiens unterzeichnete.
Durant erwarb 1802 das Schloss von Mareuil-en-Brie. Bis 1808 war er mit Marie Françoise Antoinette Remy († 1808) verheiratet. In zweiter Ehe heiratete er um 1810 in Stuttgart Christine Caroline von Schott (1791–1881). Aus dieser Ehe gingen vier Kinder hervor, zwei Töchter und zwei Söhne.
Am 24. Februar 1809 wurde er von Napoleon Bonaparte als baron de l’Empire in der Noblesse impériale mit dem Namenszusatz „de Mareuil“ nobilitiert und am 6. Januar 1815 von Ludwig XVIII. zum Grafen erhoben. Am 14. April 1846 ernannte ihn Louis-Philippe I. zum Pair de France. Für seine Verdienste hatte er ihm bereits am 30. März 1834 das Großkreuz der Ehrenlegion verliehen.